# Homologacja
Homologacja (od gr. czasownika ὁμολογέω [homologeo] „zgadza się”) – pozwolenie na użytkowanie urządzenia na terytorium kraju wydającego, przyznawane przez uprawnioną instytucję. Korzystanie ze sprzętu nieposiadającego homologacji powoduje, że za uszkodzenia lub szkody spowodowane użytkowaniem odpowiada użytkownik.
Obowiązkowi homologacji podlegają jedynie urządzenia określone we właściwych przepisach prawa.

## Pojazdy
Homologacja nowego typu pojazdu polega na sprawdzeniu zgodności tego pojazdu z aktualnymi wymogami prawa. Homologacji podlega jedynie nowy pojazd, przed rejestracją, i może o nią wystąpić jedynie producent lub jego przedstawiciel. W Unii Europejskiej od 2007 dla pojazdów kategorii M, N, O (samochody osobowe, samochody ciężarowe, przyczepy) funkcjonuje homologacja europejska, tzn. świadectwo homologacji uzyskane w jednym z państw członkowskich jest uznawane na terytorium całej UE. Dla ww. kategorii homologacja europejska jest obecnie obowiązkowa. Szczegóły dotyczące homologacji określa dyrektywa 2007/46/WE.
Odrębny akt prawny określa wymagania dla europejskiej homologacji pojazdów rolniczych (kategorie R, T, S, C) oraz pojazdów dwukołowych, trzykołowych i czterokołowych (kategoria L). Homologacja europejska dla tych kategorii jest wymagana od 1 stycznia 2018.
Typ pojazdu mechanicznego otrzymuje świadectwo homologacji, kiedy spełniony zostanie szereg tzw. „homologacji cząstkowych”, składających się na homologację całopojazdową. Przykładowe homologacje cząstkowe dotyczą badań układu hamulcowego, emisji spalin, hałasu zewnętrznego, rozmieszczenia oświetlenia, mas i wymiarów, kompatybilności elektromagnetycznej (EMC), układu kierowniczego itp.
Istotnym elementem procesu homologacji jest również ocena zgodności produkcji, która polega na sprawdzeniu, czy producent jest w stanie produkować pojazd w sposób powtarzalny i zgodny z homologacją.
Badania homologacyjne mogą przeprowadzać jedynie uprawnione jednostki techniczne. Świadectwo homologacji jest natomiast wydawane przez władzę homologacyjną danego państwa członkowskiego na podstawie badań jednostki technicznej.
„Homologacja typu” oznacza procedurę, w wyniku której państwo członkowskie zaświadcza, że typ pojazdu, układu, części lub oddzielnego zespołu technicznego jest zgodny z odpowiednimi przepisami administracyjnymi i wymaganiami technicznymi.